# Лавровський Петро Олексійович
Петро́ Олексі́йович Лавро́вський (* 25 березня 1827, Видропузьк Новоторжоцького повіту Тверської губернії (нині Тверська область, Спіровський район) — † 12 березня (28 лютого) 1886, Санкт-Петербург), російський та український філолог-славіст. 1856 — член-кореспондент Імператорської академії наук, академік Південнослов'янської академії наук і мистецтв. Автор праць з давньоруської мови та палеографії; досліджував питання історії українського народу та його мови у стосунках з іншими слов'янськими мовами, обстоював думку про існування давньоруської літературної мови, відмінної від церковнослов'янської.

## Життєпис
Брат науковця Миколи Лавровського, родич Івана Вишнеградського. Походить з родини протоієрея, був наймолодшим з 19-ти дітей, вдома здобув початкову освіту; 1841 року закінчує повітове духовне училище в Торжку.
Протягом 1842—1851 років навчається в Санкт-Петербурзі, закінчив із золотою медаллю Головний педагогічний інститут — за працю про Реймське Євангеліє.
Професор Харківського університету — 1851, очолював кафедру слов'янських наріч — рекомендував його Ізмаїл Срезневський. У тому часі вивчав літописні матеріали та займався аналізом лексичних явищ; 1852 року захищає магістерську роботу «Про мову північних російських літописів», добре слово про цю працю написав Олександр Востоков.
У 1853 році в статті «Замітки про особливості словоутворення та значення слів в древній руській мові» обґрунтовує необхідність укладання історичного словника давньоруської мови. Того ж року в статті "Декілька слів про значення та походження слова «кметъ» починає друкуватися в журналі «Москвитянин».
1855 роком опублікована його стаття «Про обряд постриження у древніх слов'ян»; того ж року захищає докторську дисертацію «Дослідження про літопис Йоакимівський», призначений екстраординарним професором.
З 1857 року — ординарний професор Харківського університету.
1858 року у Санкт-Петербурзі друкується його праця «Зауваження про етимологічні особливості старовинної польської мови».
На доказ самостійності української мови в місячнику «Журнал Міністерства народної освіти» опублікував начерк «Огляд чудових особливостей наріччя малоруського порівняно з великоруським та іншими слов'янськими наріччями» — 1859.
Протягом 1859—1860 років перебував у закордонному науковому відрядженні, працював у Відні, Парижі, Празі, відвідував Галичину, був в Далмації, Сербії, Чехії та Чорногорії. Зустрічався та листувався з Олександром Пипіним.
31 (19) березня 1861 прочитав публічну лекцію в залі Харківських дворянських зборів на літературно-музичному вечорі, організованому гуртком місцевих студентів — з метою зібрання коштів для матеріальної підтримки родичів Тараса Шевченка.
Того ж року виступив у часописі «Основа» з полемічними статтями «Критичні зауваження про малоруське наріччя», «Відповідь на листа п. Максимовича до п. Погодіна» та «Щодо питання про південноруську мову».
Друкуються його кореспонденції «Похорони В. В. Ганки» та «Південноруський елемент у Австрії» в газеті «Санкт-Петербурзькі відомості».
11 вересня (30 серпня) 1861 року на врочистих зборах Харківського університету виголошує промову «На спомин про Ганку та Шафарика».
Протягом 1861/1862 навчальних років читав університетський курс історії та літератури чеського народу, в 1862/1863 роках — курс історії польського народу.
1862—1865 рр. у харківському «Духовному віснику» друкуються його роботи:
- «Повідомлення про стан уніатської церкви в руських у Галичині»,
- «Слов'янська церква та римо-католицький пропагандизм»,
- «Святі Кирило і Мефодій як православні проповідники й учителі у західних слов'ян у зв'язку із сучасною їм історією церковних незгод між Сходом та Заходом» — удостоєний академічної Уваровської премії,
- «Відомості про церковні справи у слов'ян австрійських».

1863 тему окремішності української мови розвинув у статті «Про деякі фонетичні та граматичні особливості південноруської (малоруської) мови, не тотожні з великоруською та польською».
Протягом 1865/1866 навчального року викладає історію сербської літератури та сербського народу, пізнішне склав «Сербсько-російський тлумачник», вийшов друком 1870 року.
Ректор Варшавського університету — 1869−1872 — призначений по рекомендації Івана Аксакова та славіста Олександра Гільфердінга.
У 1874—1874 роках виконував окремі урядові доручення.
В 1875—1880 роках — попечитель щойнозаснованого Оренбурзького навчального округу.
Попечитель Одеського навчального округу в 1880—1885 роках.
1885 роком вийшов у відставку, повертається до Санкт-Петербурга, призначається членом Ради міністрів народної освіти.
Серед його учнів були Олександр Потебня та Микола Сумцов.

## Праці
- «Опис семи рукописів Імператорської Санкт-Петербурзької публічної бібліотеки», 1858,
- «Огляд чудових особливостей наріччя малоруського порівняно з великоруським та іншими слов'янськими наріччями», 1859. (рос.) / Журнал Министерства народного просвещения, 1859, № 6,
- «Дослідження про міфічні вірування у слов'ян в „хмару“ та „дощ“ у зв'язку із подібними віруваннями древніх споріднених народів», 1862,
- «Записка про друге видання першої частини історичної граматики Ф. І. Буслаєва. Москва, 1863», 1865,
- «Розгляд дослідження О. О. Потебні „Про міфічне значення деяких вірувань та обрядів“», 1866,
- «Розгляд твору п.п. Пипіна О. М. та В. Д. Спасовича „Огляд історії слов'янських літератур“», 1867,
- «Корінне значення в назвах споріденості у слов'ян», 1867,
- «Приєднання чеської католицької родини до православ'я», «Харківські губернські відомості», 1868,
- «Чорногорія та чорногорці», 1871,
- «Етнографічний нарис кашубів», «Філологічні записки», Воронеж, 1873,
- «Зведення думок по перегляду університетського уставу», 1874.